# 岩佐茂
岩佐 茂（いわさ しげる、1946年 - ）は、日本の哲学者。一橋大学名誉教授。専門は社会哲学、環境思想。マルクス主義、ヘーゲル哲学等の研究を行い、日本科学者会議事務局長、『日本の科学者』編集委員長、マルクス研究会共同代表等を務めた。

## 人物・経歴
北海道旭川市生まれ。1969年北海道教育大学旭川分校卒業、1971年北海道大学大学院文学研究科修士課程修了、文学修士。1973年同博士課程中退、同大学文学部助手、1977年北見工業大学講師、1979年同助教授、1989年一橋大学社会学部教授、1996年一橋大学大学院言語社会研究科教授、2000年一橋大学大学院社会学研究科総合社会科学専攻教授（社会文化研究（社会哲学））、2010年定年退職、一橋大学名誉教授。日本科学者会議事務局長、『日本の科学者』編集委員長等を歴任したが、今野晴貴入会拒否問題で、日本科学者会議を脱退した。

## 著書
- 『唯物論と科学的精神 『唯物論と経験批判論』の世界』白石書店 1983
- 『人間の生と唯物史観』青木書店 青木教養選書 1988
- 『環境の思想 エコロジーとマルクス主義の接点』創風社 1994
- 『環境保護の思想』旬報社 2007

### 共編著
- 『哲学のリアリティ カント・ヘーゲル・マルクス』島崎隆,種村完司,尾関周二,高田純共著 有斐閣双書Gシリーズ 1986
- 『ヘーゲル用語事典』高田純, 島崎隆共編 未来社 1991
- 『『ドイツ・イデオロギー』の射程』渡辺憲正,小林一穂共編著 創風社 1992
- 『環境思想の研究 日本と中国で環境問題を考える』劉大椿共編 創風社 1998
- 『精神の哲学者ヘーゲル』島崎隆共編著 創風社 2003
- 『グローバリゼーションの哲学』劉奔共編著 創風社 2006
- 『環境問題と環境思想』編著 創風社 2008
- 『環境リテラシー 市民と教師の環境読本』稲生勝,大日方聰夫,吉埜和雄共著 リベルタ出版, 2003
- 『マルクスの構想力 疎外論の射程』編著 社会評論社 2010
- 『脱原発と工業文明の岐路』高田純共著 大月書店 2012
- 『戦後マルクス主義の思想 論争史と現代的意義』島崎隆,渡辺憲正,東京唯物論研究会共編著 社会評論社 2013
- 『21世紀の思想的課題 転換期の価値意識 大阪経済法科大学アジア太平洋研究センター、北京大学哲学系共催日中哲学シンポジウム論文集』金泰明共編 李洪? 訳 国際書院 アジア太平洋研究センター叢書　2013
- 『マルクスとエコロジー：資本主義批判としての物質代謝論』佐々木隆治共編著 堀之内出版 2016

## 論文
- Cinii

## 注
1. ↑  「2011年5月以降WebSiteに掲載した企画等の一覧」日本科学者会議京都支部
2. ↑  北海道大学
3. ↑   「概要」マルクス研究会
4. ↑  researchmap
5. ↑  今野晴貴さんはTwitterを使っています: "日本科学者会議、今からでも岩佐先生と私に謝罪する気はないのだろうか。"